# 4 Centauri
4 Centauri (h Centauri) é uma estrela na constelação de Centaurus. Tem uma magnitude aparente visual de 4,73, sendo visível a olho nu em locais sem muita poluição visual. Com base em medições de paralaxe, está localizada a aproximadamente 680 anos-luz (210 parsecs) da Terra. Dados fotométricos da missão Hipparcos mostraram que esta estrela é levemente variável, apresentando uma variação de magnitude de 0,0071 ao longo de um período de 3,4 dias.
Este é um sistema estelar múltiplo composto no total por quatro estrelas. O componente primário, 4 Centauri A, é uma subgigante de classe B com um tipo espectral de B4IV e massa de 6 massas solares. Tem um raio equivalente a 4,3 vezes o raio solar e sua fotosfera está irradiando 1 225 vezes a luminosidade solar a uma temperatura efetiva de 16 400 K. É uma binária espectroscópica de linha única, o que significa que possui uma estrela companheira detectada por variações na sua velocidade radial. As duas estrelas estão em uma órbita curta com período de 6,930 dias e excentricidade de 0,25. O componente secundário do sistema, 4 Centauri B, tem uma magnitude aparente de 8,42 e também é uma binária espectroscópica de linha única, com um período orbital de 4,839 dias e excentricidade de 0,05. Sua estrela mais brilhante é uma estrela de classe A da sequência principal com um tipo espectral de A3Vm, com a notação 'm' indicando que é uma estrela com linhas metálicas (estrela Am).
Os componentes A e B estão separados por 14,8 segundos de arco e é calculado que levam 47 500 anos para completar uma órbita. O sistema é membro do subgrupo Centaurus Superior-Lupus da associação Scorpius–Centaurus, a associação OB mais próxima do Sol.